# أوليفييه ديون
أوليفييه ديون هو مغني كندي، ولد في 10 أغسطس 1991 في شيربروك في كندا.

## وصلات خارجية
- الموقع الرسمي
- أوليفييه ديون على موقع IMDb (الإنجليزية)
- أوليفييه ديون على موقع ألو سيني (الفرنسية)
- أوليفييه ديون على موقع ميوزك برينز (الإنجليزية)
- أوليفييه ديون على موقع ديسكوغز (الإنجليزية)
- أوليفييه ديون على موقع ديسكوغز (الإنجليزية)
- أوليفييه ديون على موقع قاعدة بيانات الفيلم (الإنجليزية)
- أوليفييه ديون على موقع كينوبويسك (الروسية)